# Ari Stidham
Ari Stidham (Westlake Village, California, 22 de agosto de 1992) es un actor estadounidense. Es conocido por su papel de Silvester Dodd en la serie de televisión Scorpion.

## Biografía
Nació el 22 de agosto de 1992 en Westlake Village, CA. Obtuvo su primer papel importante en 2010 como Ian Schonfeld en Enorme, también hizo una aparición en la serie de corta duración El Loco Ones junto a la leyenda de la comedia de Robin Williams. Hace música bajo el nombre de Dr. Televisión, es experto en el piano, la guitarra y la trompeta. Él comenzó una relación con la actriz Olivia DeLaurentis. Actualmente interpreta a Silvester Dodd en Scorpion.

## Filmografía
- 2016 Curse of the Siren (Productor)

- 2016 You and Me in the Desert (Corto)

- 2016  The Meme (Corto) (post-production)

- 2015 Con Man (Serie de Televisión)
- 2014-2018 Scorpion (Serie de Televisión)

- 2013 The Crazy Ones (Serie de Televisión)

- 2013 Mike & Molly (Serie de Televisión)

- 2012 Kidnap Party

- 2011 Talon's Rant

- 2011 Anyplace (Corto)

- 2011 Glee (Serie de Televisión)

- 2010 The Green Family Elbow (Corto)

- 2010 Election Day (Corto)

- 2010 The Whole Truth (Serie de Televisión)

- 2010 Huge (Serie de Televisión)

- 2009 Jack's Box (Corto)